# Vasilovtsi
Vasilovtsi (bulgariska: Василовци) är ett distrikt i Bulgarien.   Det ligger i kommunen Obsjtina Brusartsi och regionen Montana, i den nordvästra delen av landet, 110 km norr om huvudstaden Sofia.
Trakten runt Vasilovtsi består till största delen av jordbruksmark. Runt Vasilovtsi är det ganska glesbefolkat, med 24 invånare per kvadratkilometer.